# 川崎村 (大分県)
川崎村（かわさきむら）は、かつて大分県速見郡に存在した村である。現在の日出町南側の沿岸部に当たり、その大字として現存する。

## 歴史

### 近世まで
中世には日出荘と呼ばれる荘園の一部であった。1601年（慶長6年）に日出藩領となり、日出城に近かったことから急速に発展した。

### 近代
- 1889年（明治22年）4月1日 - 町村制施行により、川崎村が成立。1891年（明治24年）の人口は2,019人。
- 1911年（明治44年）7月16日 - 大字川崎に国鉄大分線（現在の日豊本線）日出駅が新設される。
- 1954年（昭和29年）3月31日 - 日出町・豊岡町・藤原村・大神村・川崎村の5町村が対等合併し、新町制による日出町となる。川崎村は日出町の大字となる。

## 交通
※消滅直前のデータ

### 鉄道
- 日本国有鉄道（国鉄）日豊本線 - 日出駅

### 道路
- 国道213号